# Evangelische Kirche Bründersen
Die evangelische Kirche ist ein denkmalgeschütztes Kirchengebäude in Bründersen, einem Stadtteil der Stadt Wolfhagen im Landkreis Kassel (Hessen). Die Kirchengemeinde gehört zum Kirchspiel Istha im Kirchenkreis Hofgeismar-Wolfhagen der Evangelischen Kirche von Kurhessen-Waldeck.
Der gestreckte Saalbau, mit außen dreiseitigem und innen rundem Chorschluss, wurde 1742 von Landbaumeister Giovanni Ghezzi unter Verwendung des romanischen Mauerwerkes einer Vorgängerkirche errichtet. Das Gebäude ist von einem Giebeldachreiter bekrönt. Der Altar stammt von 1754.